# David Grossman
David Grossman (Jerusalém, 1954) é um escritor e jornalista israelense.
A obra do escritor é mundialmente conhecida pelo seu tom pacifista. O intelectual defende que a literatura pode ser uma poderosa arma para resgatar a dimensão humana do conflito. Ele assina a autoria de mais de vinte livros, traduzidos em vários idiomas, sendo que dez deles já estão no mercado brasileiro, publicados pela editora Editora Cia das Letras.  Além de suas histórias e personagens, já se manifestou sobre a literatura israelense e seu aspecto político. Em 2017, ele foi premiado com o Prêmio Internacional Man Booker, em conjunto com a sua frequente colaboradora e tradutora, Jessica Cohen, pelo seu romance A Horse Walk Into a Bar.

## Biografia
David Grossman nasceu em 1954 em Jerusalém, filho de um taxista, mais tarde transformado em livreiro, que lhe transmitiu o amor pelos livros. Estudou filosofia na Universidade de Jerusalém, cumpriu o serviço militar de 1971 a 1975, e trabalhou como jornalista na rádio nacional durante 25 anos, até ser despedido por se ter recusado a abafar uma notícia sobre a criação de um Estado declarado pela Autoridade Palestiniana. A escrita chegou pouco depois de conhecer a mulher, Michal. Grossman perdeu seu filho Uri, na Guerra Israelo-Libanesa de 2006. O luto por essa perda foi tratado na literatura em seu livro Fora do Tempo, no qual um pai, após cinco anos em silêncio traumático, parte em uma jornada para um indefinido "lado de lá" onde pretende se encontrar com o filho morto. 

## Obras

### Ficção
- Brasil: Duelo- no original Duel (1982);
- The Smile of the Lamb (1983)
- Ver: amor (título em Portugal) ou Ver amor: romance (título no Brasil)- em inglês See Under: Love (1986)
- Brasil: O Livro da Gramática Interior- em inglês The Book of Intimate Grammar (1991)
- Brasil: Garoto Zigue Zague  - em inglês The Zigzag Kid (1994)
- Portugal: Em carne viva - em inglês Be My Knife (1998)
- Brasil: Alguém para correr comigo - em inglês Someone to Run With (2000)
- Her Body Knows: two novellas (2003)
- Brasil: Desvario - em inglês In Another Life
- Até Ao Fim Da Terra (título em Portugal) ou A Mulher foge (título no Brasil) - em inglês To the End of the Land (2008)
- Brasil: Fora do Tempo - em inglês Falling Out of Time (2012)
- Um Cavalo Entra Num Bar (título em Portugal) ou O Inferno dos Outros (título no Brasil) - em inglês A Horse Walks Into a Bar: A novel (2017)
- Portugal:A Vida Brinca Comigo - em inglês Life Plays with Me (2019)

### Não Ficção
- Brasil: O Vento Amarelo: retrato da Palestina ocupada - no original The Yellow Wind (1987)
- Sleeping on a Wire: Conversations with Palestinians in Israel (1992)
- Death as a Way of Life: Israel Ten Years after Oslo (2003)
- O mel do leão: o mito de Sansão (título em Portugal) ou Mel de Leão (título no Brasil) - no original Lion’s honey : the myth of Samson (2005)
- O Coração Pensante: Ensaios sobre Israel e a Palestina - no original The Thinking Heart: Essays on Israel and Palestine (2024)